# Fanating
Fanating is een bestuurslaag in het regentschap Alor van de provincie Oost-Nusa Tenggara, Indonesië. Fanating telt 1897 inwoners (volkstelling 2010).